# Tongeia arcana
Tongeia arcana is een vlinder uit de familie van de Lycaenidae. De wetenschappelijke naam van de soort is voor het eerst gepubliceerd in 1890 door John Henry Leech.
De soort komt voor in China (Chang Yang).